# Reserva Tsaratanana
La reserva Tsaratanana es una reserva natural de Madagascar. El parque está situado a una altitud elevada y está cerrado al público. La reserva proporciona una cantidad significativa de agua a la zona, y existen muchos ríos de la zona, como el río Bemarivo, río Sambirano, el río Ramena o río Mahavavy. La reserva también cuenta con dos cascadas y baños termales.
Incluye el pico Maromokotro que es la montaña más alta de Madagascar que alcanza los 2876 m de altitud.
Se encuentra a 57 km al norte de Bealanana en la región de Diana.

## Flora
La vegetación de la reserva varía según la altitud.
El área por debajo de 2.000 m está cubierta por una densa selva tropical que, además de maderas preciosas como el "ébano" ( mapingo ) y palo de rosa ( Magnary ), es el hogar de muchas palmeras como el Dypsis ampasindavae o la endémica Dypsis tsaratananensis.
Entre los 2000 y 2500 m el bosque pluvial montano, dominado por especies de las familias Podocarpaceae, Cunoniaceae y Pandanaceae (Pandanus tazoanii, Pandanus maromokotraensis), alternando con bosques de bambú.
Por encima de 2500 metros (8202,1 pies) se impone un ecosistema de alta montaña para recuperarse sólo en las partes de las sierras del norte de Madagascar (Tsaratanana, Marojejy, Ankaratra y Andringitra), que se caracteriza por el predominio de especies de Rubiaceae.
El bosque montano es rico en epífitas (Medinilla spp., Bakerella spp., Viscum spp. y Rhypsalis spp.) incluyendo muchas orquídeas como Bulbophyllum spp., Aerangis spp., Angraecum spp. (Angraecum acutipetalum,Angraecum dendrobiopsis).
También hay una gran comunidad de líquenes y briófitos.
En la reserva hay poblaciones con escasos supervivientes de algunas especies en peligro de extinción, Podocarpus humbertii y Dalbergia tsaratananensis, algunos de los cuales sobreviven poblaciones fragmentadas, todos confinados dentro del área protegida.

## Fauna
Entre los mamíferos hay varias especies de lémures, incluyendo el apalemure occidental ( Hapalemur occidentalis ), el apalemure gris ( Hapalemur griseus ), el macaco de cola anillada ( Eulemur macaco macaco ), el lémur pardo ( Eulemur fulvus ), el rojo microcebo ( Microcebus rufus ), el lepilemure de gris espalda (Lepilemur dorsalis), el valuvi de Pariente (Phaner parienti), mayor chirogaleo ( Cheirogaleus major') y el aye-aye (Daubentonia madagascariensis).
Cabe destacar también la presencia de especies raras Microgale jobihely, que tiene su área exclusiva en las laderas del suroeste del macizo, el más común Tenrec ecaudatus y la rata Nesomys rufus.
La avifauna incluye más de noventa especies como el azor Madagascar (Eutriorchis astur), la lechuza de Madagascar (Tyto soumagnei),, arrendajos Crossley (Atelornis crossleyi) y el (Neodrepanis hypoxantha).

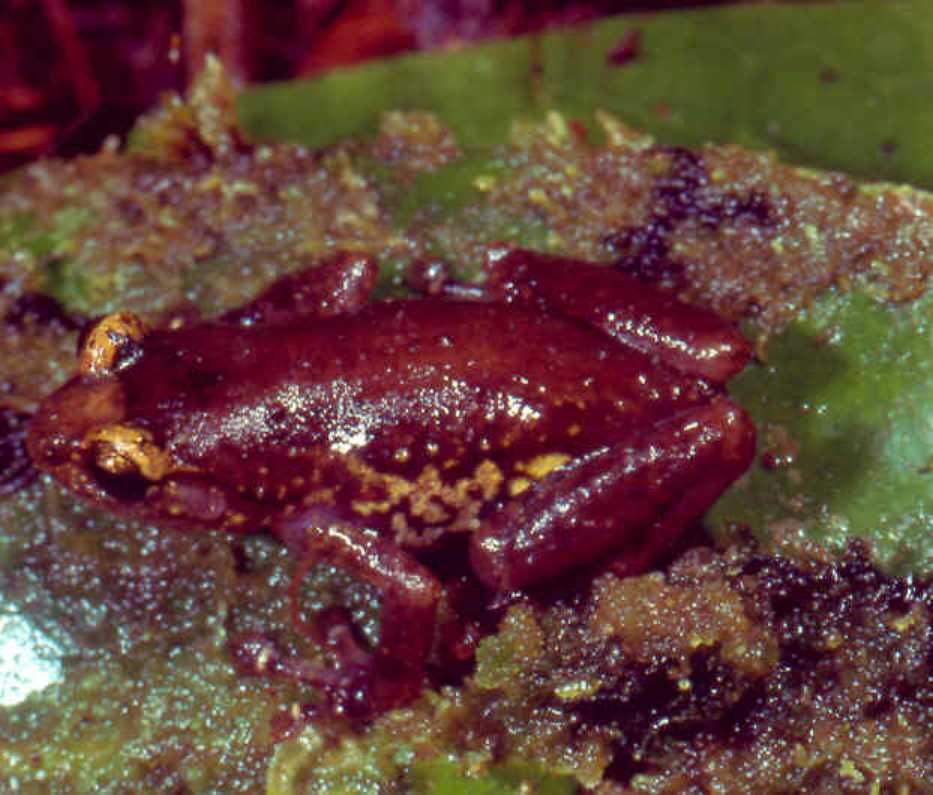
Platypelis tsaratananaensis,
rana endémica de la Reserva

Entre los reptiles se sabe que se producen de camaleones. La reserva es un centro de biodiversidad de los anfibios, con muchas especies de ranas, todas endémicas de Madagascar, algunos sólo presente en el territorio de la reserva (endémicas) o algunas otras áreas protegidas en el norte de la isla: Boophis axelmeyeri, Boophis andreonei, Boophis blommersae, Boophis sambirano, Boophis septentrionalis, Cophyla berara, Gephyromantis ambohitra, Gephyromantis horridus, Gephyromantis tandroka, Gephyromantis zavona, Heterixalus carbonei, Mantella manery, Mantella nigricans, Mantidactylus ambreensis, Mantidactylus opiparis, Platypelis alticola (endemismo puntiforme), Platypelis milloti, Platypelis tsaratananaensis (endemismo puntiforme), Plethodontohyla tuberata, Rhombophryne guentherpetersi, Rhombophryne minuta, Rhombophryne serratopalpebrosa, Spinomantis massorum, Stumpffia gimmeli.